# Дежурная часть МВД России
Дежурная часть МВД России — структурное подразделение полиции, на которое возложены функции оперативного управления в системе органов внутренних дел Российской Федерации.
- Памятные даты (профессиональные праздники): 28 марта «День образования дежурных частей МВД России» (неофициально), 7 октября «День образования штабных подразделений МВД России».

- Крылатая фраза: «Театр начинается с вешалки, а отдел милиции (полиции) – с дежурной части»

В систему дежурных частей органов внутренних дел (ОВД) Российской Федерации входят: Центр оперативного реагирования Оперативного управления МВД России, дежурные части подразделений центрального аппарата МВД России (за исключением ГКВВ МВД России) и подразделений, непосредственно подчиненных МВД России, а также территориальных органов МВД России по субъектам Российской Федерации и муниципальным образованиям, органов МВД России на транспорте, их структурных подразделений и подразделений, непосредственно подчиненных им, научно-исследовательских и образовательных учреждений МВД России.

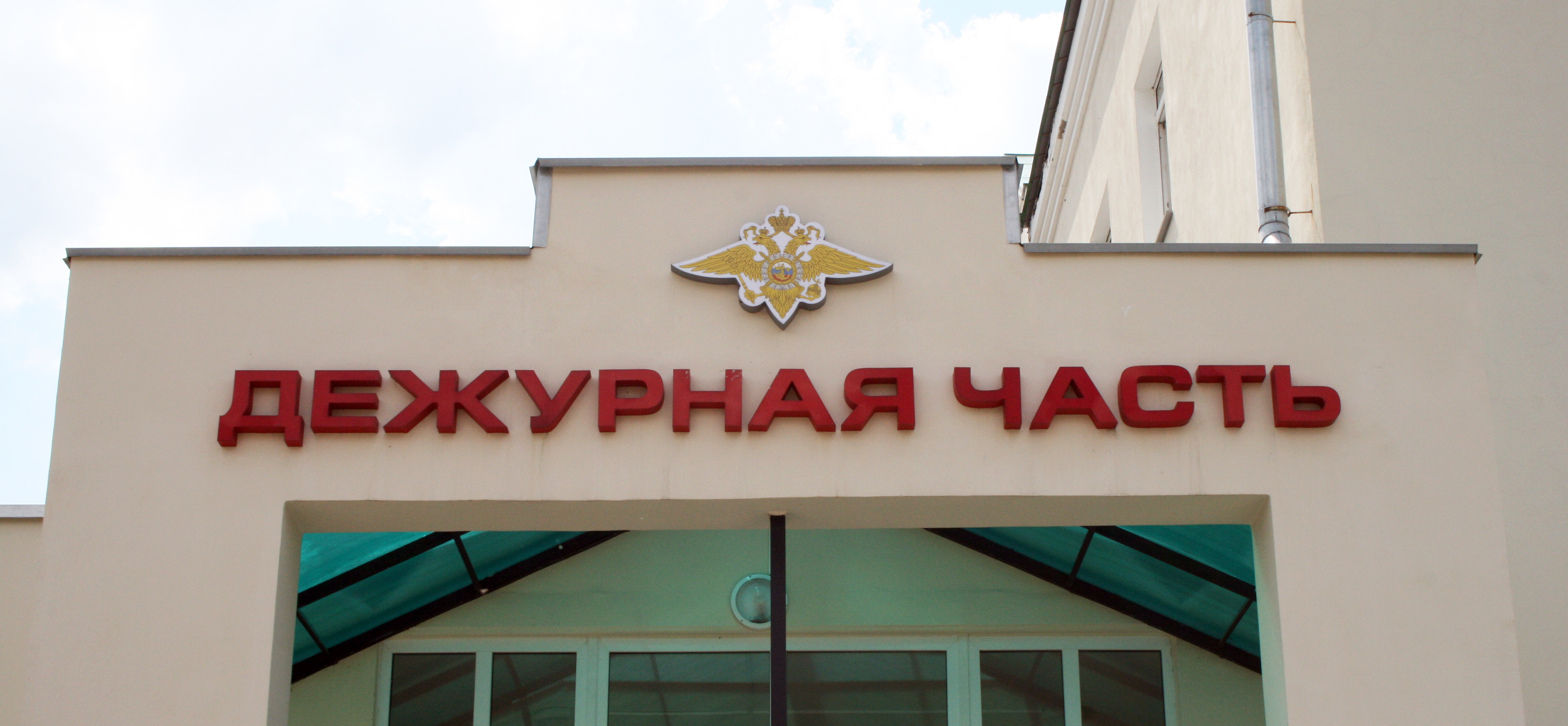
Дежурная часть.

## История
Впервые, функции общедоступного и постоянно действующего органа власти, куда в любое время суток можно было обратиться за помощью для восстановления и защиты нарушенных прав, были закреплены еще в период формирования полицейских органов в XVIII веке за Управами благочиния в лице частных приставов и вверенных им полицейских команд, определяемых на каждые 200-700 дворов города. 

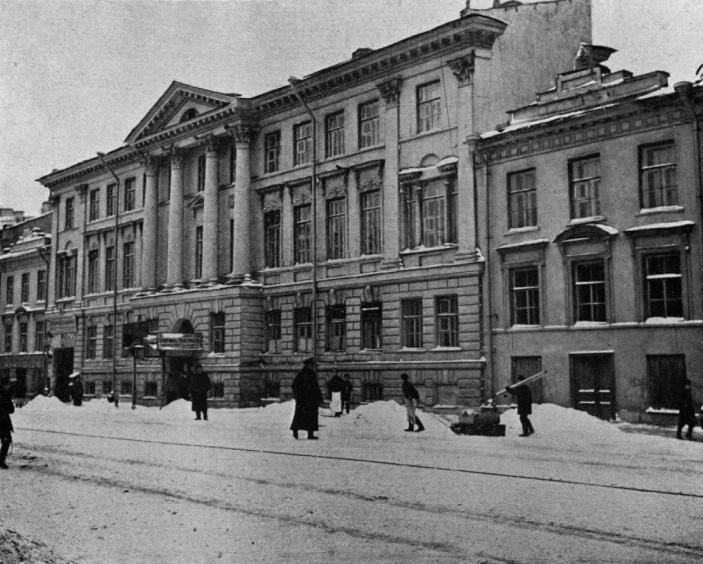
Здание Управы благочиния Санкт-Петербурга

Согласно полицейскому уставу, учреждённому 8 апреля 1782 года, частный пристав был обязан: принимать жалобы, прошения и донесения о непорядке в своей части, допрашивать нарушителей и свидетелей (ст. 98, 99, 102); заключать преступников под стражу (ст. 104); докладывать в Управу обо всех происшествиях в его части за истекшие сутки (ст. 108, 109). Частному приставу предписывалось при отлучке из города на два часа и более поручать исполнение обязанностей по должности иному приставу (ст. 90), постоянно проживать в части, к которой он представлен (ст. 97), и не запирать свой дом «ни днем, ни ночью подобно пристанищу в опасности находящимся или нужды имеющим во всякий час» (ст. 98). 

С середины XIX века, в каждой части Санкт-Петербурга был так называемый «съезжий дом», в котором располагались частные приставы, городовые унтер-офицеры, имелись помещения для арестантов. На территории части устанавливались «полицейские будки» с городовым внутри, однако до образования полноценной дежурной службы и самого понятия «дежурная часть» было еще далеко. 

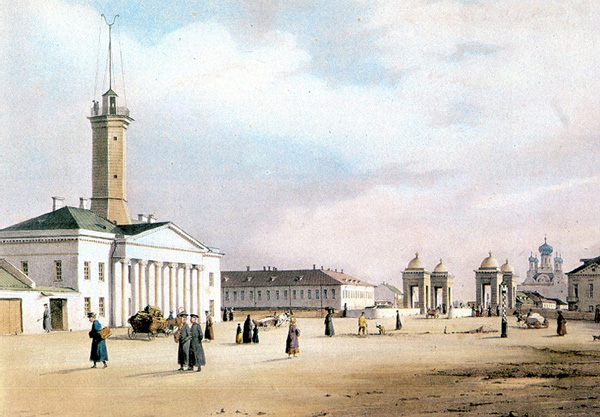
Съезжий дом Коломенской части Санкт-Петербурга

С установлением в России советской власти и учреждением милиции, функции будущей дежурной части выполняли сотрудники уголовного розыска, участковые уполномоченные и другие сотрудники милиции, заступавшие на дежурство по графику. В начале 30-х годов в ходе масштабной реорганизации органов милиции и аппаратов уголовного розыска, специализации её подразделений, в некоторых крупных управлениях и отделах были введены штатные должности дежурных, однако повсеместной практики это не получило и в большинстве горрайорганов обязанности дежурных продолжали выполняли участковые инспекторы и другие должностные лица, зачастую плохо подготовленные к этой работе. Роль дежурных сводилась к регистрации событий и докладам о происшествиях руководству.
В приказе НКВД СССР  от 14 июня 1935 года №077 «О работе дежурных по милиции», отмечена значимость работы дежурных: «От быстроты, правильной работы и своевременно принятых дежурным мер часто зависит предупреждение и раскрытие преступлений. Этот участок работы милиции надо немедленно наладить и поставить образцово», а так же были закреплены основные обязанности дежурных, в основном оставшиеся неизменными до нашего времени: прием заявлений от граждан о преступлениях и нарушениях порядка, быстрое и решительное принятие мер по отношению к нарушителям, охране общественной собственности, руководство суточным нарядом, доклад начальнику о происшествиях. Более подробно права и обязанности дежурного, его подчиненность, а так же порядок назначения на дежурство, ведения служебной документации были определены приказом НКВД СССР от 28 марта 1940 года,  которым утверждена   «Временная    инструкция    ответственному    дежурному    по    городскому отделению районного комиссариата милиции».
Тем не менее эффективному управлению силами и средствами милиции продолжали препятствовать низкая техническая оснащенность органов правопорядка, нехватка транспортных средств, оперативной и криминалистической техники, средств связи, отсутствие надлежащих полномочий сотрудников выполняющих обязанности дежурных по органу внутренних дел. Постоянно меняющийся личный состав плохо знал обязанности, не имел необходимых навыков несения дежурной службы.
Создавшееся положение в некоторой степени компенсировалось тем, что оперативные вопросы обеспечения общественного порядка и безопасности, как в дневное, так и в вечернее время, решались руководителями органов милиции и линейных служб, личный состав которых, в соответствии с установленным в 30-х годах режимом работы, находился на службе с 9 до 24 часов, а иногда и дольше. Когда же в 1954 году органы МВД СССР были переведены на режим работы, установленный для гражданских служащих, наглядно проявилась неспособность дежурной службы милиции обеспечить эффективное реагирование на поступающую информацию и осложнение оперативной обстановки. 
На разрешение этих проблем был направлен ряд нормативных актов МВД СССР, изданных в 1954-1956 годах, на основе которых в органах внутренних дел дежурные части стали образовываться повсеместно. Однако проведенное в 1956 году масштабное сокращение органов внутренних дел вернули имевшиеся проблемы в прежнее русло.
До 1965 года никаких нормативных требований к помещениям дежурной части не предъявлялось. Дежурные по отделам милиции располагались в дежурных комнатах, а для хранения оружия личного состава подразделения, выделялось отдельное помещение. В целях создания соответствующих условий для работы дежурных частей Министерством охраны общественного порядка РСФСР были разработаны и утверждены приказом от 17 декабря 1965 года № 338 «Основные положения по схеме планировки помещений и оборудованию дежурных частей городского и районного отдела милиции».
Изданный в том же году приказ МООП РСФСР «О мерах усиления борьбы с кражами, грабежами к разбойными нападениями» допускал возможность создания при дежурных частях оперативных групп в составе следователя, эксперта, сотрудника УР, кинолога для выполнения неотложных следственных действий и оперативно-разыскных мероприятий, однако, здесь же, вопрос о создании дежурной части полностью передавался на усмотрение руководителей на местах. В ряде случаев предпринимались попытки организационных нововведений повсеместно, без учета местных условий и особенностей оперативной обстановки. При этом при дежурных частях РОВД оперативные группы несли службу только в вечернее и ночное время. Дежурные части укомплектовывались сотрудниками, не справившимися с работой в других аппаратах и подразделениях, или лицами преклонного возраста, не имеющими юридической и оперативной подготовки.
Таким образом, несмотря на существенные организационные изменения, структура и функции дежурных частей к началу 70-х годов так и не были приведены в соответствие с новыми задачами органов внутренних дел. Вплоть до конца 1972 года, дежурная часть ГРОВД выступала в роли простого регистратора сообщений о правонарушениях и по существу была не способна квалифицированно реагировать на заявления и сообщения о преступлениях своевременными и решительными действиями. 
О том, как была организована работа дежурной части в 70-е годы вспоминает бывший начальник штаба Куединского ОВД Пермской области, работавший в то время в дежурной части, майор милиции в отставке Шайсултанов Фильгат Шарипович:

До 1973 года в дежурной части работало всего 2 сотрудника, через сутки сменявшие друг друга Участие дежурных при выезде на место происшествия не практиковалось. Ценились в дежурных организаторские способности. В 1973 году в дежурную часть был принят третий сотрудник, и работать стали в 3-х сменном режиме. В это время дежурная часть занимала небольшое помещение с оружейной комнатой. Из средств связи - один телефон, и то параллельный с другой службой. Лишь в 1974 году под дежурную часть было выделено специально оборудованное отдельное помещение, установлена внутренняя прямая телефонная связь. Годом позже у дежурных появился пульт связи, установлена линия «02». До конца 70-х годов в отделе было всего 2 автомашины. Водители работали до 24 часов. В ночное время в смене оставались дежурный, помощник дежурного и постовой ИВС, которые вынуждены были выходить по поступающим после 24 часов вызовам пешком. Только в 1979 году для дежурной части были приобретены радиостанции, была выделена дежурная автомашина

1 января 1973 года были введены в действие «Временное типовое положение о дежурной службе органов внутренних дел» и «Временная инструкция по организации работы дежурной части отдела внутренних дел исполкомов районного, городского, окружного Совета депутатов (отделения милиции)». Данные нормативные акты в конце 1972 года были объявлены приказом МВД СССР «О коренном улучшении работы дежурных частей органов внутренних дел». Началось активное и целенаправленное формирование дежурных частей как органов управления и подразделений , нацеленных на решение конкретных задач по обеспечению общественного порядка и раскрытию преступлений«по горячим следам». 
В 80-е годы дежурные части территориальных ОВД получили дальнейшее развитие: улучшилось их оргштатное и материально-техническое обеспечение, правовое регулирование. В это время, дежурные части органов внутренних дел (преимущественно регионального уровня) стали оборудоваться автоматизированными системами обработки информации. 
К началу 90-х годов дежурные части ГРОВД заняли важное место в структуре аппарата управления органами внутренних дел, и в последующие годы получили четкую правовую регламентацию своей деятельности. Приказ МВД России от 9 апреля 1993 года №170 дсп, а затем сменивший его приказ МВД России от 26 февраля 2002 года №174дсп «О мерах по совершенствованию деятельности дежурных частей системы органов внутренних дел Российской Федерации» определяли практически все стороны деятельности дежурного, вопросы материально-технического оснащения дежурных частей, ведения служебной документации и т.д.
С 2004 года начался новый этап автоматизации рабочего места оперативного дежурного органа внутренних дел. Планомерное внедрение и последующее совершенствование Единой информационно-телекоммуникационной системы органов внутренних дел (ЕИТКС) позволило расширить и усовершенствовать информационные банки данных по формированию и ведению централизованных оперативно-справочных, криминалистических и розыскных учетов , развернуть систему управления и позиционирования нарядов, внедрить в эксплуатацию Единую автоматизированную информационную систему дежурных частей органов внутренних дел Российской Федерации (ЕАИС ДЧ), которая позволила перевести в электронный вариант многие виды служебной информации, такие как содержание сообщений и заявлений о происшествиях, данные о лицах доставленных в дежурную часть, сведения о заявителях и пр.  Дежурные части включены в систему оказания населению государственных услуг по приему, регистрации и разрешению в территориальных органах МВД России заявлений, сообщений и иной информации о происшествиях.
До 2011 г. дежурные части находились в оперативном подчинении штабов органов внутренних дел. В ходе начатой в 2009 г. реформы МВД России дежурные части вошли в структуру полиции. Основные вопросы их деятельности, в настоящее время, определены приказом МВД России от 12 апреля 2013 года №200дсп «О мерах по совершенствованию деятельности дежурных частей территориальных органов МВД России».

## Основные задачи
- непрерывный круглосуточный сбор, обработка и передача информации об оперативной обстановке;
- прием, регистрация и разрешение в территориальных органах МВД России сообщений (заявлений) о преступлениях, об административных правонарушениях, о происшествиях;[2]
- непрерывное управление силами и средствами ОВД,[3] немедленное принятие мер к раскрытию преступлений по „горячим следам“;
- безотлагательная организация действий по обеспечению общественного порядка, ликвидации последствий стихийных бедствий и других чрезвычайных ситуаций и происшествий;
- организация разбирательства с гражданами, доставленными в ОВД;[4]
- контроль за состоянием охраны помещений, обороны здания ОВД и прилегающей к нему территории, его противопожарной безопасностью, обеспечение сохранности служебных документов, оружия, боеприпасов, специальных средств и другого вверенного имущества.

## Управление
Дежурную часть возглавляет начальник. Общее руководство, а также, при отсутствии начальника дежурной части, непосредственное руководство дежурной частью осуществляет начальник территориального органа МВД России, либо лицо из числа руководящего состава назначенное приказом (как правило заместитель начальника полиции, в строевых подразделениях — начальник штаба). Общую организацию деятельности дежурных частей органов и подразделений МВД России осуществляет Оперативное управление МВД России и соответствующие подразделения оперативного направления в субъектах Российской Федерации в пределах представленных полномочий.
Центральным органом управления, сбора и обработки оперативной информации системы МВД России является Центр оперативного реагирования ОУ МВД России.

## Структура системы подчиненности
- Центр оперативного реагирования ОУ МВД России.
- Дежурные части МВД, ГУМВД, УМВД России по субъектам Российской Федерации (органов МВД России на региональном уровне).
- Дежурные части УМВД, МОМВД, ОМВД по муниципальным образованиям (органов МВД России на районном уровне).
- Дежурные части территориальных подразделений (отделов, отделений, пунктов полиции) органов МВД России на районном уровне.

В систему дежурных частей входят также дежурные части территориальных органов МВД России на окружном уровне (ГУ МВД России по Северо-Кавказскому федеральному округу, Управления на транспорте МВД России по федеральным округам) и межрегиональном уровне (линейные управления МВД России на железнодорожном, водном и воздушном транспорте). 

## Наряд дежурной части
Возложенные на дежурную часть задачи выполняет дежурная смена, состав которой определяется в соответствии с утверждёнными в установленном порядке типовыми штатными расписаниями дежурных частей.

Примерный состав дежурной смены УМВД России по городу с населением 250 тысяч человек и более: начальник смены, старший оперативный дежурный, дежурный, инженер-электроник, помощник оперативного дежурного, помощник оперативного дежурного (по службе «02»), помощник оперативного дежурного (по телеграфной связи). 

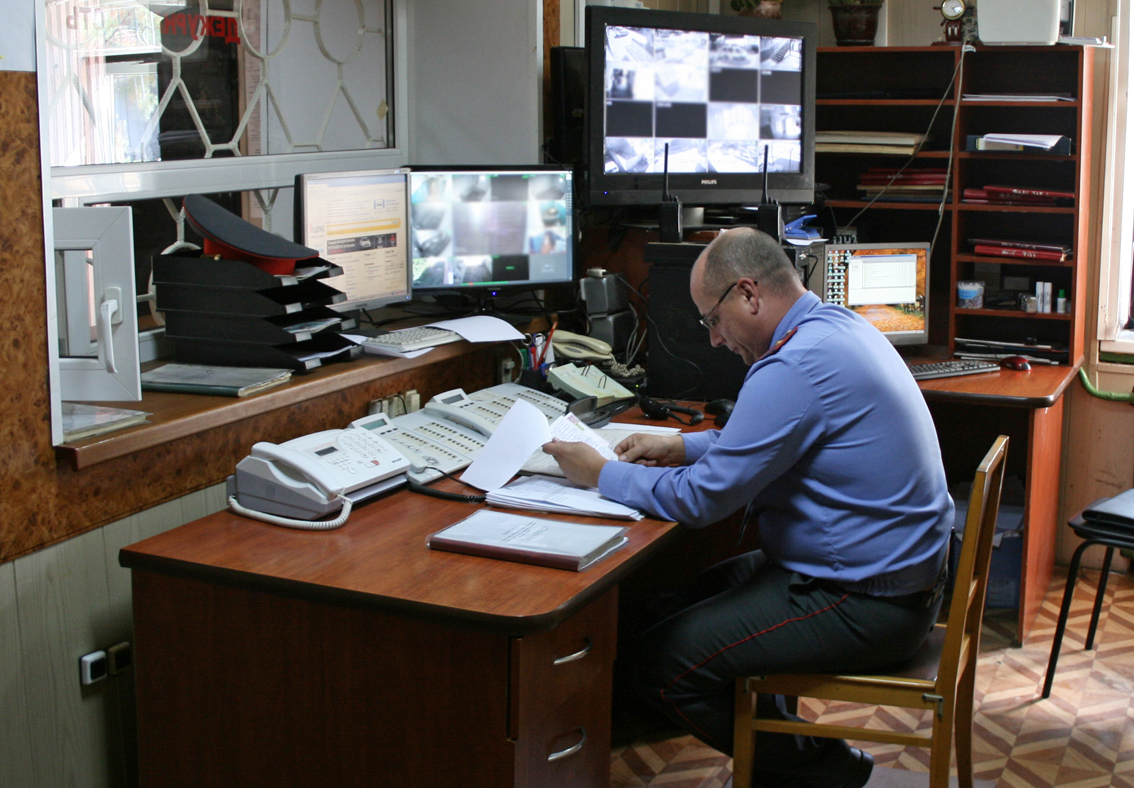
Оперативный дежурный за работой

Начальник дежурной смены, а в органах внутренних дел, где в штатном расписании эта должность не предусмотрена, оперативный дежурный (старший оперативный дежурный), является старшим дежурной смены и несет персональную ответственность за выполнение возложенных на дежурную часть задач.
Кроме дежурной смены в суточный наряд по органу внутренних дел включаются: группа управления нарядами, полицейский по охране здания, водитель служебного автотранспорта дежурной части; следственно-оперативная группа, группа немедленного реагирования, группа (группы) задержания пульта централизованной охраны отдела вневедомственной охраны. По решению начальника органа внутренних дел суточный наряд может усиливаться дополнительными силами и средствами.

## Полномочия

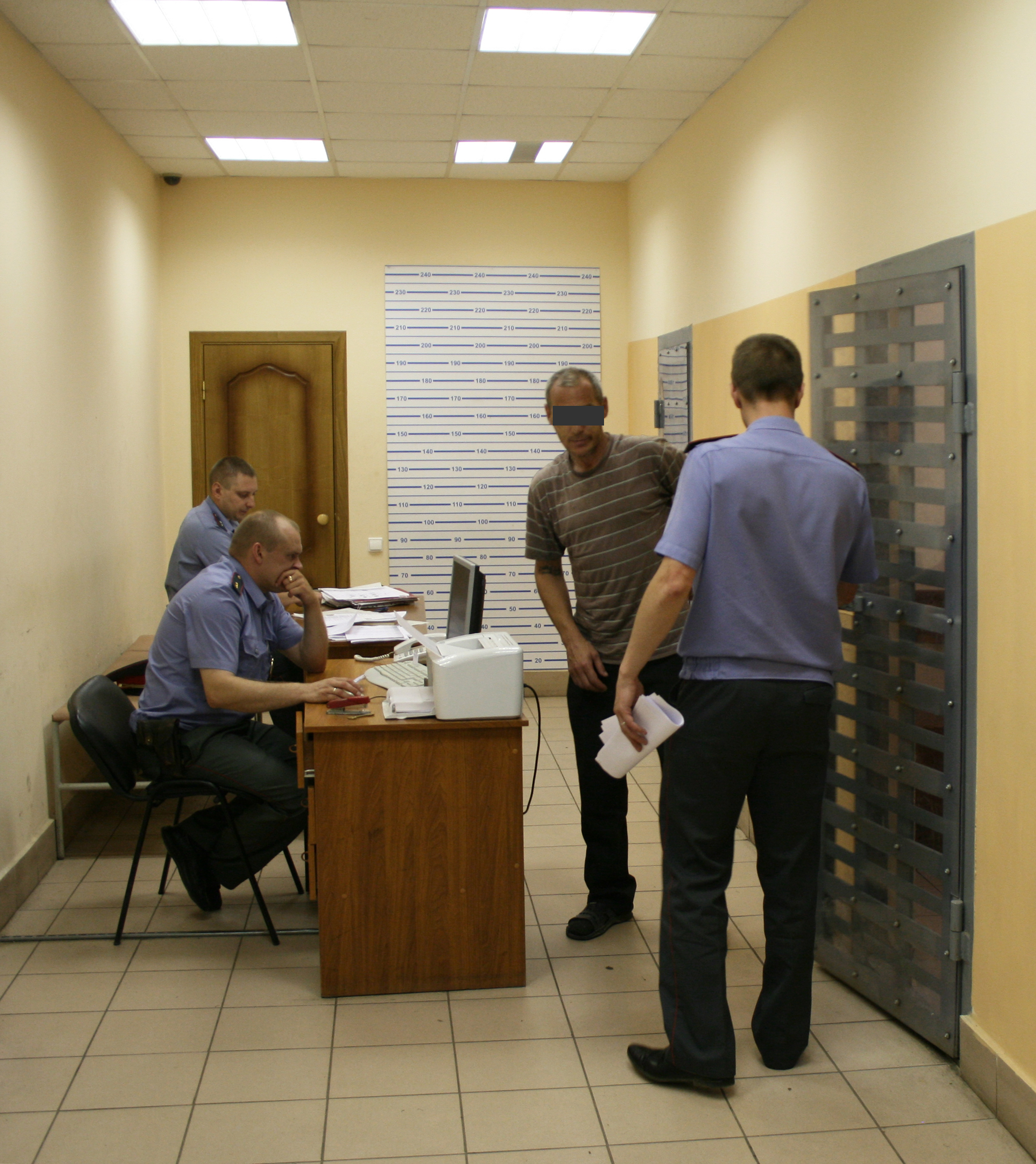
Работа с доставленными и задержанными

Дежурные части в соответствии с законодательством Российской Федерации и нормативными правовыми актами МВД России в пределах своей компетенции осуществляют следующие полномочия:
- прием и регистрация (в том числе в электронной форме) заявлений и сообщений о преступлениях, об административных правонарушениях, о происшествиях, осуществление контроля за их разрешением; выдача заявителям на основании личных обращений уведомлений о приеме и регистрации их письменных заявлений о преступлениях, об административных правонарушениях, о происшествиях; прием и регистрация обращений (жалоб) граждан на правонарушения, совершенные сотрудниками органов внутренних дел, поступающих через «горячую линию МВД России» (телефон доверия)[8];
- реагирование на поступившие в ДЧ заявления и сообщения о преступлениях, об административных правонарушениях, о происшествиях с целью незамедлительного прибытия полиции на место совершения преступления, административного правонарушения, место происшествия;
- незамедлительное направление на места происшествия дежурных следственно-оперативных групп (СОГ), а при необходимости группы немедленного реагирования (ГНР), осуществление контроля за их деятельностью;
- предоставление СОГ необходимых сведений из имеющихся в ОВД банков данных информации;
- постоянное информирование руководства ОВД о состоянии оперативной обстановки на обслуживаемой территории, взаимообмен информацией о состоянии оперативной обстановки с другими территориальными органами МВД России, заинтересованными территориальными подразделениями федеральных органов исполнительной власти, органами государственной власти субъекта Российской Федерации и органами местного самоуправления;
- непрерывное управление силами и средствами подразделений ОВД и приданных сил, дежурными нарядами, нарядами, задействованными по плану комплексного использования сил и средств (единая дислокация), их инструктаж, незамедлительное принятие мер к раскрытию преступлений по «горячим следам»;
- организация действий сил и средств при возникновении чрезвычайных обстоятельств, принятие неотложных мер по спасению граждан, охране имущества, оставшегося без присмотра, оказание содействия в этих условиях бесперебойной работе спасательных служб, обеспечение общественного порядка при проведении карантинных мероприятий во время эпидемий и эпизоотий;[9]
- информирование дежурной части вышестоящего органа внутренних дел о состоянии оперативной обстановки и её изменениях в порядке и сроки, установленные МВД России, территориальными органами МВД России на региональном уровне;
- разбирательство с лицами, доставленными в ОВД, установление их личности, осуществление иных процессуальный действий, возложенных на дежурные части органов внутренних дел Российской Федерации, содержание доставленных в специально предназначенных для этих целей помещениях;Дежурная смена.

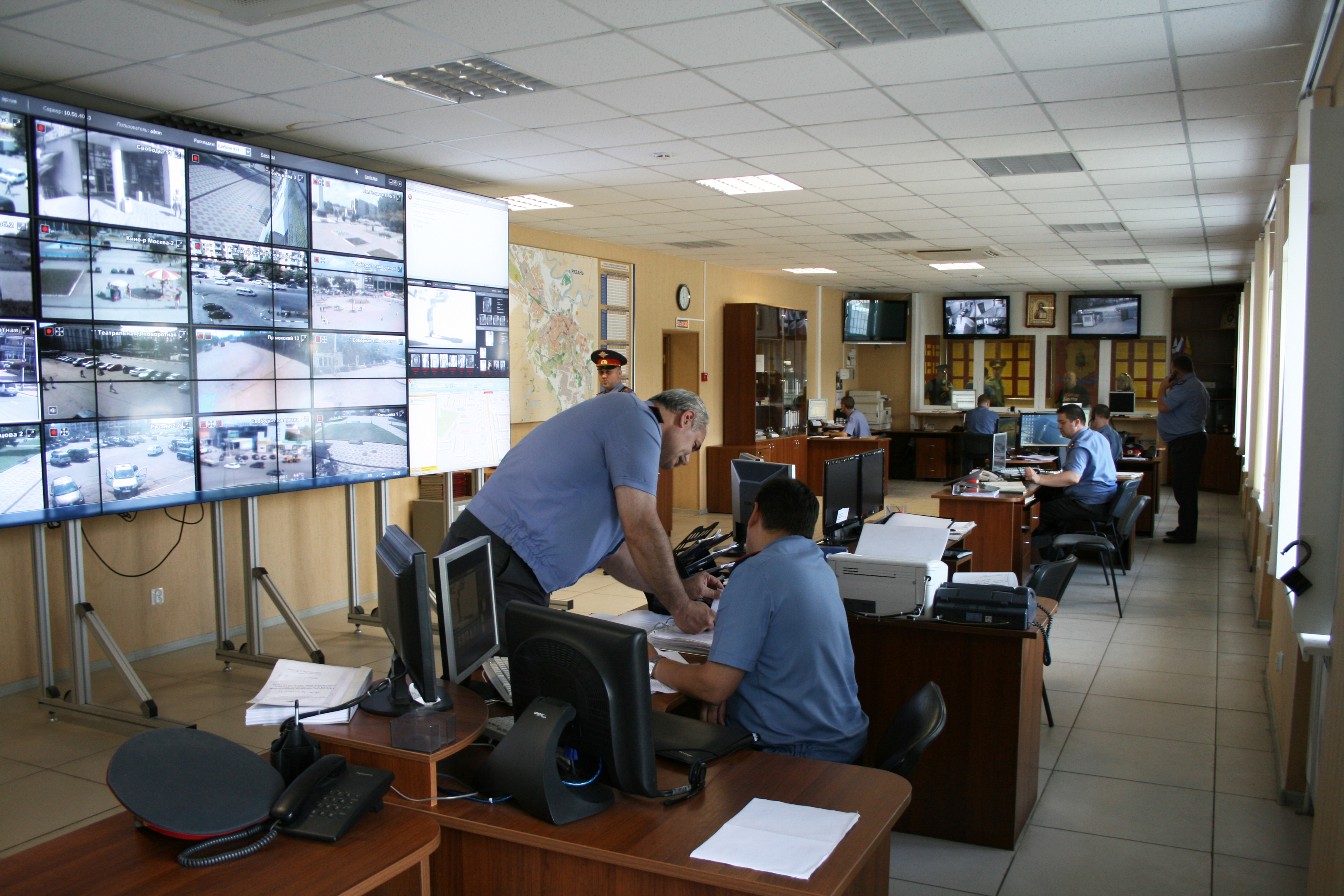
Дежурная смена.

- обеспечение установленного порядка содержания, охраны и конвоирования подозреваемых и обвиняемых в совершении преступлений;[10] Прием обращений и заявлений от граждан

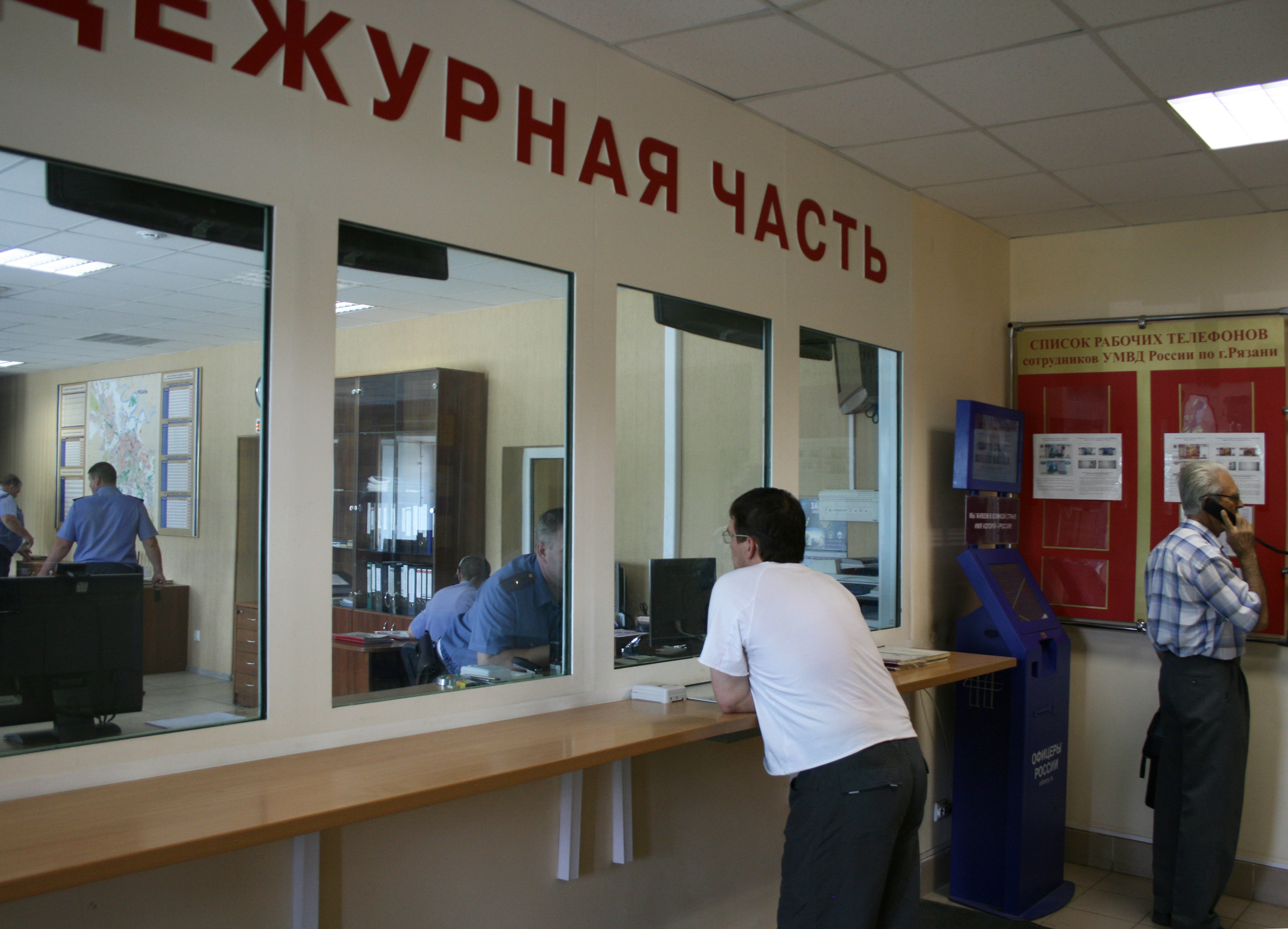
Прием обращений и заявлений от граждан

- выдача, прием и обеспечение сохранности служебных документов, оружия, боеприпасов[11], специальных средств, оперативной и криминалистической техники, средств связи и другого вверенного имущества;
- прием и обеспечение сохранности изъятого, добровольно сданного, найденного оружия и боеприпасов,[12] а также документов, вещей, кладов, ценностей и другого имущества;[13]
- передача в подчиненные органы и подразделения специальных сигналов о введении степеней готовности, оповещение и сбор личного состава;
- своевременное пополнение электронных банков данных;
- обеспечение контрольно-пропускного режима в здание ОВД, учёт и регистрация посетителей, контроль за состоянием охраны и обороны здания ОВД и прилегающей к нему территории, их противопожарной безопасности и санитарным состоянием;
- организация дактилоскопирования доставленных в дежурные части граждан Российской Федерации, иностранных граждан и лиц без гражданства в соответствии с действующим законодательством;
- содействие лицам, осуществляющим проверку деятельности дежурной части, а также работе общественно-наблюдательных комиссий, осуществляющих общественный контроль за обеспечением прав человека в местах принудительного содержания, в соответствии с представленными им полномочиями;[14]
- обеспечение учета осужденных лиц, прибывших в отпуск и по другим причинам;[15]
- осуществление иных полномочий в соответствии с законодательством Российской Федерации, нормативными правовыми актами МВД России.Работа с доставленными и задержанными

Дежурные части в соответствии с законодательством Российской Федерации и нормативными правовыми актами МВД России в пределах своей компетенции имеют право:
- отдавать обязательные для исполнения указания нарядам, задействованным по плану комплексного использования сил и средств (единая дислокация), дежурным частям подчиненных ОВД органов и подразделений МВД России, получать от них сведения об имеющихся силах и средствах, о принимаемых мерах по раскрытию преступлений по «горячим следам» и другую информацию;
- запрашивать информацию об изменении оперативной обстановки от аварийных, спасательных, санитарно-эпидемиологических, метеорологических служб, диспетчерских служб транспортных организаций, телефонной связи, инкассации, скорой медицинской помощи и других служб;
- определять состав СОГ в зависимости от характера и обстоятельств совершенного преступления (происшествия);
- получать информацию от членов СОГ и ГНР о проделанной работе на месте происшествия;
- вводить и применять, в зависимости от типа преступления (происшествия), соответствующие специальные планы и варианты блокирования;
- использовать в процессе анализа оперативной обстановки информацию интегрированного банка данных «ИБД-Р», иных оперативно-справочных и разыскных учетов;
- участвовать в информационном обмене между территориальными органами МВД России, иными территориальными органами федеральных органов исполнительной власти Российской Федерации;
- использовать в своей деятельности информационные системы, системы связи и передачи данных, а также информационно-телекоммуникационную инфраструктуру;
- осуществлять иные права в соответствие с законодательством Российской Федерации и нормативными правовыми актами МВД России.